# Abel Mendoza Mora
Abel Jesús Mendoza Mora (26 de febrero de 1988) es un deportista mexicano que compite en taekwondo. Ganó una medalla de plata en el Campeonato Mundial de Taekwondo de 2013 y dos medallas de oro en el Campeonato Panamericano de Taekwondo, en los años 2012 y 2016.

## Palmarés internacional
| Campeonato Mundial      | Campeonato Mundial | Campeonato Mundial | Campeonato Mundial |
| Año                     | Lugar              | Medalla            | Categoría          |
| ----------------------- | ------------------ | ------------------ | ------------------ |
| 2013                    | Puebla (México)    | Medalla de plata   | –63 kg             |
| Campeonato Panamericano |                    |                    |                    |
| Año                     | Lugar              | Medalla            | Categoría          |
| 2012                    | Sucre (Bolivia)    | Medalla de oro     | –63 kg             |
| 2016                    | Querétaro (México) | Medalla de oro     | –63 kg             |